# قائمة ملوك قرطاج
تحتوي هذه المقالة على قائمة ملوك قرطاج.

حتى سنة 308، كانت قرطاج تحت حكم ملكي وكانت تسمى الإمبراطورية القرطاجية، وذلك في عيون المتحاورين الأجانب، حتى وإن كان دستورها يطرح مشاكل فريدة من نوعها للمؤرخين. مسألة دستور قرطاج والذي هو نتيجة لنص معقد للغاية من قبل أرسطو، كان قد شكل عدة سؤالات في ذهون مفكري العصور القديمة. القائمة أسفله ترتكز على أعمال المؤرخ وعالم الآثار الفرنسي جيلبار شارل بيكار، اعتمادا على أعمال باحثين آخرين، وهي لا تمثل سوى فرضية من فرضيات أخرى تتعلق بالمؤسسات السياسية القرطاجية. في الواقع، مختصين آخرين يعتبرون أن هذه القائمة خاطئة ويجب تركها، ومنهم خاصة المؤرخين وعالمي الآثار الفرنسيين موريس سزنيسر وكذلك سيرج لونسيل، حيث اعتبروا أن هؤلاء الملوك هم في الحقيقة شخصيات ذوي مناصب قضائية عليا، ولكن ليس في مناصب ملكية.

## عليسيون
- عليسة (814 ق.م - حوالي 760 ق.م).
- غير معروف (حوالي 760 ق.م - حوالي 580 ق.م).
- حانون الأول (حوالي 580 ق.م - حوالي 556 ق.م).
- ملخس (حوالي 556 ق.م - حوالي 550 ق.م).

بعد حكم عليسة الأسطورية، من المتوقع أنه قد وجدت حكومة جمهورية وأوليغارشية، تتكون من 2 شوفيت (Suffète أو Shophet) (قضاة مع سلطات تنفيذية وقضائية وعسكرية)، من مجلس شيوخ (مجلس تداولي) ومجلس أرستقراطي للحكماء والقدماء (يستدعى ويعقد في حالات الأحداث الخطيرة).

## ماغونيون
- ماغون الأول (550 ق.م - 530 ق.م).
- صدربعل الأول (530 ق.م - 510 ق.م).
- حملقار الأول (510 ق.م - 480 ق.م).
- حانون الثاني (480 ق.م - 440 ق.م).
- هملكون الأول (460 ق.م - 410 ق.م).
- حنبعل الأول (440 ق.م - 406 ق.م).
- هملكون الثاني (406 ق.م - 396 ق.م) حكم في صقلية.
- ماغون الثاني (396 ق.م - 375 ق.م).
- ماغون الثالث (375 ق.م - 344 ق.م).
- حانون الثالث (344 ق.م - 340 ق.م).

بعد وفاة حملقار الأول، خسر الملك أغلب صلاحياته لصالح مجلس الحكماء أو القدماء.

## حانونيون
- حانون الرابع (340 ق.م - 337 ق.م).
- جيسكون (337 ق.م - 330 ق.م).
- حملقار (330 ق.م - 309 ق.م).
- بوميلقار (309 ق.م - 308 ق.م).

في 308 ق.م حاول بوملقار إعادة الملك جميع صلاحياته وسلطاته، ولكن فشل، والذي جعل من قرطاج قولا وفعلا جمهورية.

## مقالات ذات صلة
- إمبراطورية قرطاجية